# Phil Karlson
Philip N. Karlstein, més conegut com a Phil Karlson (Chicago, Illinois, Estats Units, 2 de juliol de 1908 − Los Angeles, Califòrnia, 12 de desembre de 1985) va ser un director de cinema, guionista i productor estatunidenc.

## Biografia
Phil Karlson és considerat com un dels principals realitzadors de pel·lícules negres americanes. Descobert a Behind the mask , el 1946, posa en escena una altra obra mestra, Kansas City Confidential  el 1952, després The Phenix city story  el 1955. Si ha restat un cineasta desconegut, és regularment citat per exemple per Martin Scorsese. Ha adaptat Georges Simenon el 1957, amb Els germans Rico.
L'actor John Payne i el director Phil Karlson han rodat tres pel·lícules conjuntament, i cada vegada una pel·lícula negra: Kansas City Confidential el 1952, 99 River Street  el 1953, i finalment Hell's Island el 1955.

## Filmografia[2]

### Director
| - 1944: A Wave, a WAC and a Marine - 1945: There Goes Kelly - 1945: G.I. Honeymoon - 1945: The Shanghai Cobra - 1946: Live Wires - 1946: Swing Parade of 1946 - 1946: Dark Alibi - 1946: Behind the Mask - 1946: Bowery Bombshell - 1946: The Missing Lady - 1946: Wife Wanted - 1947: Kilroy Was Here - 1947: Black Gold - 1947: Louisiana - 1948: Rocky - 1948: Adventures in Silverado - 1948: Thunderhoof - 1948: Les coristes (Ladies of the Chorus) - 1949: The Big Cat - 1949: Down Memory Lane - 1950: The Iroquois Trail - 1951: Lorna Doone - 1951: The Texas Rangers - 1951: Mask of the Avenger - 1952: Scandal Sheet - 1952: The Brigand | - 1952: Assignment: Paris - 1952: Kansas City Confidential - 1953: 99 River Street - 1954: They Rode West - 1955: Tight spot - 1955: Hell's Island - 1955: 5 Against the House - 1955: The Phenix City Story - 1957: Els germans Rico (The Brothers Rico) - 1958: Gunman's Walk - 1959: The Scarface Mob (TV) - 1960: Hell to Eternity - 1960: Key Witness - 1961: The Secret Ways - 1961: The Young Doctors - 1962: Kid Galahad - 1963: Rampage - 1966: The Silencers - 1967: La cavalcada dels maleïts (A Time for Killing) - 1968: Alexander the Great (TV) - 1969: Brigada de demolició (The Wrecking Crew) - 1970: Hornets' Nest - 1972: Ben - 1973: Walking Tall - 1975: Framed |

### Guionista
- 1952: Kansas City Confidential
- 1953: 99 River Street
- 1955: Hell's Island

### Productor
- 1942: Between Us Girls

## Premis i nominacions
Nominacions
- 1960: Primetime Emmy al millor director per Westinghouse Desilu Playhouse